# علم النفس والفلسفة وعلم وظائف الأعضاء
علم النفس والفلسفة وعلم وظائف الأعضاء (PPP) (بالإنجليزية: Psychology, philosophy and physiology) كان شهادة جامعية في جامعة أكسفورد. كانت أول درجة في علم النفس من جامعة أكسفورد ، بدأت في عام 1947 ، لكنها قبلت آخر طلابها في أكتوبر 2010. وقد تم استبدالها جزئيًا بعلم النفس والفلسفة واللغويات (بالإنجليزية: psychology, philosophy, and linguistics) أو (PPL ، حيث يدرس الطلاب عادة مادتين من ثلاثة مواد). غطى PPP دراسة الفكر والسلوك من وجهات نظر مختلفة في علم النفس وعلم وظائف الأعضاء والفلسفة. يشمل علم النفس التفاعل الاجتماعي والتعلم ونمو الطفل والأمراض العقلية ومعالجة المعلومات. يعتبر علم وظائف الأعضاء تنظيم دماغ وجسم الثدييات والبشر من المستوى الجزيئي إلى الكائن الحي ككل. تهتم الفلسفة بالأخلاق والمعرفة والعقل وما إلى ذلك.